# Domenico Spoto
Domenico Spoto (Sant'Angelo Muxaro, 20 giugno 1729 – Cefalù, 29 dicembre 1808) è stato un vescovo cattolico italiano.

## Biografia
Il 9 agosto 1802 papa Pio VII lo ha nominato vescovo di Lipari; ha ricevuto l'ordinazione episcopale il successivo 21 settembre da Saverio Granata, vescovo di Agrigento.
Soltanto due anni dopo, il 28 maggio 1804, lo stesso Papa lo ha nominato vescovo di Cefalù.
È morto a Cefalù il 29 dicembre 1808.

## Genealogia episcopale
La genealogia episcopale è:
- Cardinale Scipione Rebiba
- Cardinale Giulio Antonio Santori
- Cardinale Girolamo Bernerio, O.P.
- Arcivescovo Galeazzo Sanvitale
- Cardinale Ludovico Ludovisi
- Cardinale Luigi Caetani
- Cardinale Ulderico Carpegna
- Cardinale Paluzzo Paluzzi Altieri degli Albertoni
- Papa Benedetto XIII
- Papa Benedetto XIV
- Papa Clemente XIII
- Cardinale Marcantonio Colonna
- Cardinale Giacinto Sigismondo Gerdil, B.
- Vescovo Saverio Granata, C.R.
- Vescovo Domenico Spoto